# Karlheinz Köller
Karlheinz Köller (* 5. Oktober 1946 in Hildesheim) ist ein deutscher Agrarwissenschaftler an der Universität Hohenheim. Er war Leiter des Fachgebietes Verfahrenstechnik in der Pflanzenproduktion am Institut für Agrartechnik und von 2005 bis 2011 Prorektor für Forschung an der Universität Hohenheim.

## Leben
Nach dem Besuch des Max Planck Gymnasiums in Duisburg mit Abitur 1966 absolvierte Köller landwirtschaftliche Praktika.
Es folgte das Studium der allgemeinen Agrarwissenschaften an der Universität Hohenheim (1968–72). Nach Abschluss des Diploms war Köller als wissenschaftlicher Angestellter am Institut für Agrartechnik tätig, wo er im Arbeitsgebiet konservierende Bodenbearbeitung forschte. Die abschließende Promotion zum Dr. sc. agr. erfolgte 1981.
Von 1979 bis 1991 war Köller Referatsleiter Technik in der Außenwirtschaft an der Landwirtschaftskammer Rheinland in Bonn. 1992 erfolgte sein Ruf als Professor an das Institut für Agrartechnik in den Tropen und Subtropen der Universität Hohenheim. 1996 übernahm er zusätzlich die Leitung des Lehrgebietes Verfahrenstechnik in der Pflanzenproduktion am Institut für Agrartechnik der Universität. 2005 wurde er Inhaber des Lehrstuhls Verfahrenstechnik in der Pflanzenproduktion im gleichen Institut, den er bis zur Pensionierung 2015 innehatte.
Köller war in zahlreichen Gremien der Universität tätig, herausragend die Tätigkeiten als Leiter des Osteuropazentrums und als Prorektor für Forschung der Universität.
Daneben war er engagiert als
- Leiter der Forschungsstelle Agrotransfer Ost
- Studiendekan der Fakultät Agrarwissenschaften
- Vorsitzender des Prüfungsausschusses Agrarwissenschaften
- Mitglied des Vorstandes des Sonderforschungsbereiches „Standortgemäße Landwirtschaft in Westafrika“ (SFB 308)
- Direktor des M. Sc. Programms Agricultural Sciences, Food, Security and Natural Resource Management in the Tropics and Subtropics
- Senatsbeauftragter für die Agraruniversitäten Cluj-Napoca und Bukarest/Rumänien sowie der Universidad Catolica Asuncion/Paraguay und der Iowa State University/USA
- Leiter des Steinbeis-Transferzentrums Agrar- und Umwelttechnik
- Vorsitzender des Fördervereins des Deutschen Landwirtschaftsmuseums e.V.[2]

## Mitgliedschaften und Engagements
- DLG (Deutsche Landwirtschaftsgesellschaft) seit 1972
- ISTRO (International Soil Tillage Research Organization) seit 1973
- VDI (Verein Deutscher Ingenieure) seit 1991
- ASAE (American Society of Agricultural Engineers) seit 1992
- KTBL (Kuratorium für Technik und Bauwesen in der Landwirtschaft) seit 1993
- GKB (Gesellschaft für Konservierende Bodenbearbeitung) seit 2000
- Vorsitzender des Arbeitskreises Ackerbau ohne Pflug seit 1987
- Veranstalter des Hohenheimer Feldtages seit 1995
- Mitherausgeber der Zeitschrift „Mulchsaat-Praxis“ (in DLG Mitteilungen) seit 1997
- Vorsitzender des regionalen Arbeitskreises Konservierende Bodenbearbeitung und Direktsaat Baden-Württemberg. seit 2005
- Veranstalter der Hohenheimer Rotary Lectures seit 2005
- Vorsitzender der DLG-Neuheiten-Kommission Agritechnica[3]
- Vorsitzender des VDI-Fachausschusses Geschichte der Agrartechnik seit 2018
- Mitglied im VDI-Fachbeirat Max-Eyth-Gesellschaft Agrartechnik seit 2018

## Forschung und Publikationen
- Karlheinz Köller auf der Website der Universität Hohenheim

## Ehrungen (Auswahl)
- Ehrenprofessur der Agraruniversität Cluj-Napoca 1999
- Ehrendoktor der Technischen Universität Cluj-Napoca 2001
- Ehrendoktor der Agraruniversität Cluj-Napoca 2002
- Ehrendoktor der Staatlichen Agrarakademie Poltawa (Ukraine) 2002